# Liste des députés de la 71e législature (Danemark)

Cet article dresse, par ordre alphabétique, la liste des 179 députés de la 71e législature du Danemark, qui s'ouvre à la suite des élections législatives du 5 juin 2019.

## Liste
| Député                     | Circonscription        | Groupe | Groupe                                                                                                |
| -------------------------- | ---------------------- | ------ | --- |
| Mette Abildgaard           | Seeland du Nord        |        | Parti populaire conservateur                                                                          |
| Karina Adsbøl              | Jutland du Sud         |        | Parti populaire danois (2019-2022) Indépendant (2022) Démocrates danois (2022)                        |
| Tommy Ahlers               | Copenhague             |        | Venstre                                                                                               |
| Alex Ahrendtsen            | Funen                  |        | Parti populaire danois                                                                                |
| Marlene Ambo-Rasmussen     | Funen                  |        | Venstre                                                                                               |
| Samira Nawa                | Copenhague             |        | Radikale Venstre                                                                                      |
| Simon Emil Ammitzbøll      | Copenhague             |        | Alliance libérale (2019) Indépendant (2019-2022)                                                      |
| Katarina Ammitzbøll        | Copenhague             |        | Parti populaire conservateur                                                                          |
| Hans Andersen              | Seeland du Nord        |        | Venstre                                                                                               |
| Kirsten Normann Andersen   | Jutland de l'Est       |        | Parti populaire socialiste                                                                            |
| Ida Auken                  | Copenhague             |        | Radikale Venstre (2019-2021) Social-démocratie (2021-2022)                                            |
| Britt Bager                | Jutland de l'Est       |        | Venstre (2019-2021) Parti populaire conservateur (2021-2022)                                          |
| Heidi Bank                 | Jutland de l'Est       |        | Venstre                                                                                               |
| Lisbeth Bech-Nielsen       | Jutland du Nord        |        | Parti populaire socialiste                                                                            |
| Lise Bech                  | Jutland du Nord        |        | Parti populaire danois (2019-2022) Indépendant (2022) Démocrates danois (2022)                        |
| Birgitte Bergman           | Seeland du Nord        |        | Parti populaire conservateur                                                                          |
| Anne Valentina Berthelsen  | Seeland                |        | Parti populaire socialiste                                                                            |
| Marie Bjerre               | Jutland du Nord        |        | Venstre                                                                                               |
| Liselott Blixt             | Seeland                |        | Parti populaire danois (2019-2022) Indépendant (2022)                                                 |
| Morten Bødskov             | Banlieue de Copenhague |        | Social-démocratie                                                                                     |
| Bent Bøgsted               | Jutland du Nord        |        | Parti populaire danois (2019-2022) Indépendant (2022) Démocrates danois (2022)                        |
| Erling Bonnesen            | Funen                  |        | Venstre                                                                                               |
| Trine Bramsen              | Funen                  |        | Social-démocratie                                                                                     |
| Bjørn Brandenborg          | Funen                  |        | Social-démocratie                                                                                     |
| Jeppe Bruus                | Banlieue de Copenhague |        | Social-démocratie                                                                                     |
| Anne Sophie Callesen       | Jutland de l'Est       |        | Radikale Venstre                                                                                      |
| Astrid Carøe               | Seeland                |        | Parti populaire socialiste                                                                            |
| Peter Seier Christensen    | Seeland                |        | La Nouvelle Droite                                                                                    |
| René Christensen           | Seeland                |        | Parti populaire danois                                                                                |
| Henrik Dahl                | Jutland du Sud         |        | Alliance libérale                                                                                     |
| Jens Henrik Thulesen Dahl  | Funen                  |        | Parti populaire danois (2019-2022) Indépendant (2022) Démocrates danois (2022)                        |
| Kristian Thulesen Dahl     | Jutland du Sud         |        | Parti populaire danois (2019-2022) Indépendant (2022)                                                 |
| Morten Dahlin              | Seeland                |        | Venstre                                                                                               |
| Lennart Damsbo-Andersen    | Seeland                |        | Social-démocratie                                                                                     |
| Thomas Danielsen           | Jutland de l’Ouest     |        | Venstre                                                                                               |
| Karina Lorentzen Dehnhardt | Jutland du Sud         |        | Parti populaire socialiste                                                                            |
| Mette Hjermind Dencker     | Jutland de l'Est       |        | Parti populaire danois                                                                                |
| Kaare Dybvad               | Seeland                |        | Social-démocratie                                                                                     |
| Pia Olsen Dyhr             | Copenhague             |        | Parti populaire socialiste                                                                            |
| Susanne Eilersen           | Jutland du Sud         |        | Parti populaire danois                                                                                |
| Uffe Elbæk                 | Copenhague             |        | L'Alternative (2019-2020) Indépendant (2020-2021) Verts indépendants (2022) L'Alternative (2021-2022) |
| Louise Schack Elholm       | Seeland                |        | Venstre                                                                                               |
| Jakob Ellemann-Jensen      | Jutland de l'Est       |        | Venstre                                                                                               |
| Karen Ellemann             | Banlieue de Copenhague |        | Venstre                                                                                               |
| Benny Engelbrecht          | Jutland du Sud         |        | Social-démocratie                                                                                     |
| Søren Espersen             | Seeland                |        | Parti populaire danois (2019-2022) Indépendant (2022) Démocrates danois (2022)                        |
| Camilla Fabricius          | Jutland de l'Est       |        | Social-démocratie                                                                                     |
| Dennis Flydtkjær           | Jutland de l’Ouest     |        | Parti populaire danois (2019-2022) Indépendant (2022) Démocrates danois (2022)                        |
| Eva Flyvholm               | Seeland                |        | Liste de l'unité                                                                                      |
| Claus Hjort Frederiksen    | Seeland du Nord        |        | Venstre                                                                                               |
| Mette Frederiksen          | Jutland du Nord        |        | Social-démocratie                                                                                     |
| Mads Fuglede               | Banlieue de Copenhague |        | Venstre                                                                                               |
| Martin Geertsen            | Copenhague             |        | Venstre                                                                                               |
| Torsten Gejl               | Jutland de l'Est       |        | L'Alternative                                                                                         |
| Mette Gjerskov             | Seeland                |        | Social-démocratie                                                                                     |
| Jette Gottlieb             | Copenhague             |        | Liste de l'unité                                                                                      |
| Maria Gudme                | Seeland du Nord        |        | Social-démocratie                                                                                     |
| Bertel Haarder             | Seeland                |        | Venstre                                                                                               |
| Nick Hækkerup              | Seeland du Nord        |        | Social-démocratie                                                                                     |
| Ane Halsboe-Jørgensen      | Jutland du Nord        |        | Social-démocratie                                                                                     |
| Eva Kjer Hansen            | Jutland du Sud         |        | Venstre                                                                                               |
| Niels Flemming Hansen      | Jutland du Sud         |        | Parti populaire conservateur                                                                          |
| Orla Hav                   | Jutland du Nord        |        | Social-démocratie                                                                                     |
| Kristian Hegaard           | Seeland du Nord        |        | Radikale Venstre                                                                                      |
| Jane Heitmann              | Funen                  |        | Venstre                                                                                               |
| Preben Bang Henriksen      | Jutland du Nord        |        | Venstre                                                                                               |
| Magnus Heunicke            | Seeland                |        | Social-démocratie                                                                                     |
| Aki-Matilda Høegh-Dam      | Groenland              |        | Siumut                                                                                                |
| Karsten Hønge              | Funen                  |        | Parti populaire socialiste                                                                            |
| Peter Hummelgaard          | Copenhague             |        | Social-démocratie                                                                                     |
| Peder Hvelplund            | Jutland du Nord        |        | Liste de l'unité                                                                                      |
| Henning Hyllested          | Jutland du Sud         |        | Liste de l'unité                                                                                      |
| Daniel Toft Jakobsen       | Jutland de l'Est       |        | Social-démocratie                                                                                     |
| Rasmus Jarlov              | Banlieue de Copenhague |        | Parti populaire conservateur                                                                          |
| Marianne Jelved            | Jutland du Nord        |        | Radikale Venstre                                                                                      |
| Jacob Jensen               | Seeland                |        | Venstre                                                                                               |
| Kristian Jensen            | Jutland de l’Ouest     |        | Venstre                                                                                               |
| Leif Lahn Jensen           | Jutland de l'Est       |        | Social-démocratie                                                                                     |
| Michael Aastrup Jensen     | Jutland de l'Est       |        | Venstre                                                                                               |
| Mogens Jensen              | Jutland de l’Ouest     |        | Social-démocratie                                                                                     |
| Thomas Jensen              | Jutland de l’Ouest     |        | Social-démocratie                                                                                     |
| Brigitte Klintskov Jerkel  | Seeland                |        | Parti populaire conservateur                                                                          |
| Jens Joel                  | Jutland de l'Est       |        | Social-démocratie                                                                                     |
| Edmund Joensen             | Îles Féroé             |        | Parti de l'union                                                                                      |
| Jan Johansen               | Funen                  |        | Social-démocratie                                                                                     |
| Dan Jørgensen              | Funen                  |        | Social-démocratie                                                                                     |
| Jan E. Jørgensen           | Copenhague             |        | Venstre                                                                                               |
| Peter Juel-Jensen          | Bornholm               |        | Venstre                                                                                               |
| Christian Juhl             | Seeland                |        | Liste de l'unité                                                                                      |
| Mona Juul                  | Jutland de l'Est       |        | Parti populaire conservateur                                                                          |
| Naser Khader               | Seeland                |        | Parti populaire conservateur (2019-2021) Indépendant (2021-2022)                                      |
| Carsten Kissmeyer          | Jutland de l’Ouest     |        | Venstre                                                                                               |
| Kasper Sand Kjær           | Banlieue de Copenhague |        | Social-démocratie                                                                                     |
| Pia Kjærsgaard             | Banlieue de Copenhague |        | Parti populaire danois                                                                                |
| Marcus Knuth               | Seeland                |        | Venstre (2019) Parti populaire conservateur (2019-2022)                                               |
| Stén Knuth                 | Seeland                |        | Venstre                                                                                               |
| Simon Kollerup             | Jutland du Nord        |        | Social-démocratie                                                                                     |
| Astrid Krag                | Seeland                |        | Social-démocratie                                                                                     |
| Marie Krarup               | Jutland du Sud         |        | Parti populaire danois (2019-2022) Indépendant (2022)                                                 |
| Henrik Dam Kristensen      | Jutland de l'Est       |        | Social-démocratie                                                                                     |
| Anders Kronborg            | Jutland du Sud         |        | Social-démocratie                                                                                     |
| Susan Kronborg             | Jutland de l'Est       |        | Radikale Venstre                                                                                      |
| Rasmus Horn Langhoff       | Seeland                |        | Social-démocratie                                                                                     |
| Aaja Chemnitz Larsen       | Groenland              |        | Inuit Ataqatigiit                                                                                     |
| Henrik Sass Larsen         | Seeland                |        | Social-démocratie                                                                                     |
| Malte Larsen               | Jutland de l'Est       |        | Social-démocratie                                                                                     |
| Per Larsen                 | Jutland du Nord        |        | Parti populaire conservateur                                                                          |
| Tanja Larsson              | Seeland                |        | Social-démocratie                                                                                     |
| Karsten Lauritzen          | Jutland du Nord        |        | Venstre                                                                                               |
| Bjarne Laustsen            | Jutland du Nord        |        | Social-démocratie                                                                                     |
| Martin Lidegaard           | Seeland du Nord        |        | Radikale Venstre                                                                                      |
| Lars Christian Lilleholt   | Funen                  |        | Venstre                                                                                               |
| Annette Lind               | Jutland de l’Ouest     |        | Social-démocratie                                                                                     |
| Stinus Lindgreen           | Banlieue de Copenhague |        | Radikale Venstre                                                                                      |
| Sophie Løhde               | Seeland du Nord        |        | Venstre                                                                                               |
| Kristian Pihl Lorentzen    | Jutland de l’Ouest     |        | Venstre                                                                                               |
| Rosa Lund                  | Copenhague             |        | Liste de l'unité                                                                                      |
| Rune Lund                  | Copenhague             |        | Liste de l'unité                                                                                      |
| Christian Rabjerg Madsen   | Jutland du Sud         |        | Social-démocratie                                                                                     |
| Jacob Mark                 | Seeland                |        | Parti populaire socialiste                                                                            |
| Lars Boje Mathiesen        | Jutland de l'Est       |        | La Nouvelle Droite                                                                                    |
| Anni Matthiesen            | Jutland du Sud         |        | Venstre                                                                                               |
| Christoffer Aagaard Melson | Jutland du Sud         |        | Venstre                                                                                               |
| Mai Mercado                | Funen                  |        | Parti populaire conservateur                                                                          |
| Morten Messerschmidt       | Seeland du Nord        |        | Parti populaire danois                                                                                |
| Kenneth Mikkelsen          | Jutland de l'Ouest     |        | Venstre                                                                                               |
| Charlotte Broman Mølbæk    | Jutland de l'Est       |        | Parti populaire socialiste                                                                            |
| Henrik Møller              | Seeland du Nord        |        | Social-démocratie                                                                                     |
| Flemming Møller Mortensen  | Jutland du Nord        |        | Social-démocratie                                                                                     |
| Signe Munk                 | Jutland de l’Ouest     |        | Parti populaire socialiste                                                                            |
| Sofie Carsten Nielsen      | Banlieue de Copenhague |        | Radikale Venstre                                                                                      |
| Ellen Trane Nørby          | Jutland du Sud         |        | Venstre                                                                                               |
| Rasmus Nordqvist           | Seeland                |        | L'Alternative (2019-2020) Indépendant (2020) Parti populaire socialiste (2020-2022)                   |
| Halime Oguz                | Copenhague             |        | Parti populaire socialiste                                                                            |
| Fatma Øktem                | Jutland de l'Est       |        | Venstre                                                                                               |
| Ole Birk Olesen            | Jutland de l'Est       |        | Alliance libérale                                                                                     |
| Kathrine Olldag            | Seeland                |        | Radikale Venstre                                                                                      |
| Orla Østerby               | Jutland de l’Ouest     |        | Parti populaire conservateur (2019-2020) Indépendant (2021-2020)                                      |
| Anne Honoré Østergaard     | Jutland du Nord        |        | Venstre                                                                                               |
| Morten Østergaard          | Jutland de l'Est       |        | Radikale Venstre                                                                                      |
| Anne Paulin                | Jutland de l’Ouest     |        | Social-démocratie                                                                                     |
| Torsten Schack Pedersen    | Jutland du Nord        |        | Venstre                                                                                               |
| Jesper Petersen            | Jutland du Sud         |        | Social-démocratie                                                                                     |
| Rasmus Helveg Petersen     | Funen                  |        | Radikale Venstre                                                                                      |
| Søren Pape Poulsen         | Jutland de l’Ouest     |        | Parti populaire conservateur                                                                          |
| Troels Lund Poulsen        | Jutland de l'Est       |        | Venstre                                                                                               |
| Rasmus Prehn               | Jutland du Nord        |        | Social-démocratie                                                                                     |
| Anne Rasmussen             | Copenhague             |        | Venstre                                                                                               |
| Lars Aslan Rasmussen       | Copenhague             |        | Social-démocratie                                                                                     |
| Lars Løkke Rasmussen       | Seeland                |        | Venstre (2019-2020) Indépendant (2021-2022) Modérés (2022)                                            |
| Søren Egge Rasmussen       | Jutland de l'Est       |        | Liste de l'unité                                                                                      |
| Troels Ravn                | Jutland du Sud         |        | Social-démocratie                                                                                     |
| Katrine Robsøe             | Jutland de l'Est       |        | Radikale Venstre                                                                                      |
| Lotte Rod                  | Jutland du Sud         |        | Radikale Venstre                                                                                      |
| Jens Rohde                 | Copenhague             |        | Radikale Venstre (2019-2021) Indépendant (2021) Chrétiens démocrates (2021-2022) Indépendant (2022)   |
| Pernille Rosenkrantz-Theil | Copenhague             |        | Social-démocratie                                                                                     |
| Kasper Roug                | Seeland                |        | Social-démocratie                                                                                     |
| Hans Christian Schmidt     | Jutland du Sud         |        | Venstre                                                                                               |
| Jonathan Simmel            | Copenhague             |        | Liste de l'unité                                                                                      |
| Sikandar Siddique          | Banlieue de Copenhague |        | L'Alternative (2019-2020) Indépendant (2020-2021) Verts indépendants (2021-2022)                      |
| Sjúrður Skaale             | Îles Féroé             |        | Parti social-démocrate                                                                                |
| Peter Skaarup              | Copenhague             |        | Parti populaire danois (2019-2022) Indépendant (2022) Démocrates danois (2022)                        |
| Hans Kristian Skibby       | Jutland de l'Est       |        | Parti populaire danois (2019-2022) Indépendant (2022) Démocrates danois (2022)                        |
| Pernille Skipper           | Copenhague             |        | Liste de l'unité                                                                                      |
| Julie Skovsby              | Funen                  |        | Social-démocratie                                                                                     |
| Jakob Sølvhøj              | Jutland de l’Ouest     |        | Liste de l'unité                                                                                      |
| Søren Søndergaard          | Banlieue de Copenhague |        | Liste de l'unité                                                                                      |
| Zenia Stampe               | Seeland                |        | Radikale Venstre                                                                                      |
| Andreas Steenberg          | Jutland de l’Ouest     |        | Radikale Venstre                                                                                      |
| Inger Støjberg             | Jutland de l’Ouest     |        | Venstre (2019-2021) Indépendant (2021)                                                                |
| Rasmus Stoklund            | Seeland du Nord        |        | Social-démocratie                                                                                     |
| Ina Strøjer-Schmidt        | Banlieue de Copenhague |        | Parti populaire socialiste                                                                            |
| Mattias Tesfaye            | Banlieue de Copenhague |        | Social-démocratie                                                                                     |
| Mette Thiesen              | Seeland du Nord        |        | La Nouvelle Droite                                                                                    |
| Christina Thorholm         | Seeland du Nord        |        | Radikale Venstre                                                                                      |
| Ulla Tørnæs                | Jutland du Sud         |        | Venstre                                                                                               |
| Maja Torp                  | Jutland du Nord        |        | Venstre                                                                                               |
| Trine Torp                 | Seeland du Nord        |        | Parti populaire socialiste                                                                            |
| Carl Valentin              | Copenhague             |        | Parti populaire socialiste                                                                            |
| Kim Valentin               | Banlieue de Copenhague |        | Venstre                                                                                               |
| Alex Vanopslagh            | Jutland de l’Ouest     |        | Alliance libérale                                                                                     |
| Victoria Velasquez         | Funen                  |        | Liste de l'unité                                                                                      |
| Pernille Vermund           | Jutland du Sud         |        | La Nouvelle Droite                                                                                    |
| Mai Villadsen              | Seeland du Nord        |        | Liste de l'unité                                                                                      |
| Birgitte Vind              | Jutland du Sud         |        | Social-démocratie                                                                                     |
| Nicolai Wammen             | Jutland de l'Est       |        | Social-démocratie                                                                                     |
| Lea Wermelin               | Bornholm               |        | Social-démocratie                                                                                     |
| Gitte Willumsen            | Jutland de l’Ouest     |        | Parti populaire conservateur                                                                          |
| Susanne Zimmer             | Jutland du Nord        |        | L'Alternative (2019-2020) Indépendant (2020-2021) Verts indépendants (2021-2022)                      |

## Mandats clos en cours de législature
| Circonscription    | Député                 | Député | Député            | Raison      | Date              | Remplaçant         | Remplaçant | Remplaçant                   |
| ------------------ | ---------------------- | ------ | ----------------- | ----------- | ----------------- | ------------------ | ---------- | ---------------------------- |
| Seeland            | Henrik Sass Larsen     |        | Social-démocratie | Démission   | 30 septembre 2019 | Tanja Larsson      |            | Social-démocratie            |
| Jutland de l'Ouest | Kristian Jensen        |        | Venstre           | Démission   | 1er avril 2021    | Kenneth Mikkelsen  |            | Venstre                      |
| Jutland de l'Est   | Morten Østergaard      |        | Radikale Venstre  | Démission   | 16 juin 2021      | Susan Kronborg     |            | Radikale Venstre             |
| Copenhague         | Tommy Ahlers           |        | Venstre           | Démission   | 11 août 2021      | Anne Rasmussen     |            | Venstre                      |
| Seeland du Nord    | Kristian Hegaard       |        | Radikale Venstre  | Démission   | 30 août 2021      | Christina Thorholm |            | Radikale Venstre             |
| Jutland de l'Ouest | Inger Støjberg         |        | Venstre           | Destitution | 21 décembre 2021  | Gitte Willumsen    |            | Parti populaire conservateur |
| Jutland du Nord    | Karsten Lauritzen      |        | Venstre           | Démission   | 31 janvier 2022   | Maja Torp          |            | Venstre                      |
| Seeland du Nord    | Nick Hækkerup          |        | Social-démocratie | Démission   | 9 mai 2022        | Maria Gudme        |            | Social-démocratie            |
| Jutland du Sud     | Kristian Thulesen Dahl |        | Indépendant       | Démission   | 31 juillet 2022   | Susanne Eilersen   |            | Parti populaire danois       |
| Seeland du Nord    | Rune Lund              |        | Liste de l'unité  | Démission   | 11 août 2022      | Jonathan Simmel    |            | Liste de l'unité             |